# Alcantarski vintgar
Alcantarski vintgar ali soteska Alcantara (it. Gole d(ell)'Alcantara) je vintgar v dolini reke Alcantare na Siciliji, severozahodno od Taormine, 13 km od ceste 185 proti Francavilla di Sicilia. Velja za sicilsko znamenitost. Vintgar je del botaničnega in geološkega parka. 

## Nastanek
Vintgar ni fluvialnega, ampak vulkansko-tektonskega nastanka: ok. 2400 pr. n. št. je ob izbruhu ognjenika Moio, najbolj stranskega Etninega kraterja, lava zalila celotno dolino Alcantare več 10 m visoko in reki zadelala strugo; nastalo je jezero, na območju Sciara Larderia pa je zaradi različno hitrega ohlajanja lave in posedanja zazeval 70 metrov globok, 5 metrov širok in 500 metrov dolg podolžni lom, po katerem so si zajezene vode utrle pot proti morju. Posledica hitrega hlajenja so pravilno, oglato oblikovani bazaltni stebri, ki jih je voda nato zgladila do te mere, da močno odbijajo svetlobo. Podobno naj bi na reko učinkovali že poprejšnji izbruhi. Vintgar se v spodnjem delu razširi v kanjon, Alcantara pa je ustvarila korita - Gurne.   

## Dostop
Vintgar je za doplačilo dostopen z dvigalom (50 m višinske razlike), sicer pa po stopnicah, ki se odcepijo z razgledne poti nad vintgarjem. Spodnji del struge do slapu je mogoče prebresti, v ta namen na kraju izposojajo tudi škornje. 
Turistično zanimive poti: 
- vintgarska pot je razgledna pot nad reko, dolga ok. 1,2 km; izhodišče je nasad agrumov;
- alcantarska pot vodi ok. 1,6 km po rečni strugi od kopališča do brega Saje, ogled je mogoč z vodičem;
- Eleonorina pot je lahka pot, dolga ok. 0,8 km, ki vodi z vrha vintgara na drugi breg;
- Venerina pot je namenjena soteskarjem.[2]